# チャンス骨折
チャンス骨折（チャンスこっせつ）は、脊椎の過剰な屈曲により生じる脊椎骨折である。症状には腹部の痣（シートベルトの痕）、またはあまり一般的ではないが対麻痺があげられる。約半数のチャンス骨折は脾破裂、小腸損傷、腎臓損傷、腸間膜の破裂などの腹部の外傷と関連している。腹部の外傷は骨折した初日には診られないことがある。
主な原因は交通事故による正面衝突の際に腰周りだけのシートベルトを装着していた場合である。木などに衝突したり、転落などによる腹部への衝撃がチャンス骨折の原因になりえることもある。脊椎骨の3箇所全て（前方、中部、後方）に影響していることがよくある。最も影響される部位は胸椎下部と腰椎上部である。潜在的な腹部の損傷の検査をするためにCTスキャンによる診察が用いられる。チャンス骨折のほとんどは不安定型である。
装具を用いたり、手術による保守的な治療をおこなうことがある。チャンス骨折は最近では希な骨折である。1948年に英国のマンチェスターの放射線技師であるG.Q.チャンスにより最初に記述された。チャンス骨折はシートベルトが一般導入される前の1950年代と1960年代によく診られた。